# Glenn Gould
Glenn Herbert Gould (Toronto, 25 de septiembre de 1932-Toronto, 4 de octubre de 1982), conocido como Glenn Gould, fue un pianista canadiense, reconocido como intérprete de la obra para teclado de Johann Sebastian Bach, así como de las obras pianísticas de Arnold Schönberg.

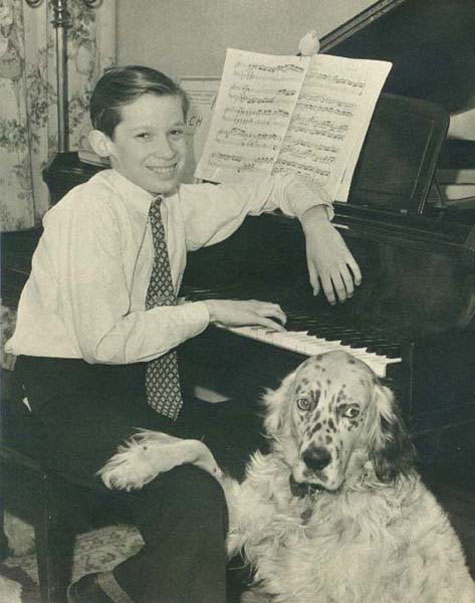
Glenn Gould en 1946, con su periquito sobre la partitura y su perro.

## Biografía
Nacido en Toronto, Canadá, en el seno de una familia de músicos (el padre era aficionado; la madre profesional), Gould aprendió a tocar el piano con esta última, que tocaba además el órgano. Su abuelo era primo del compositor y pianista noruego Edvard Grieg. Fue a la escuela Royal Conservatory of Music a los diez años de edad, donde se convirtió en discípulo del pianista chileno Alberto García Guerrero.
Su primer concierto de órgano tuvo lugar en 1945, e hizo su primera aparición con orquesta el año siguiente cuando ejecutaba el Concierto para piano nº 4 de Beethoven con la Orquesta Sinfónica de Toronto. Realizó su primera ejecución pública como pianista solo en 1947. 
El 11 de enero de 1955 debutó en Nueva York con un recital de piano que tuvo lugar en el Town Hall. Al día siguiente Columbia Masterworks le ofreció grabar su álbum debut, las Variaciones Goldberg de Johann Sebastian Bach en la primera de sus versiones en estudio (realizó otra en 1981). 
Diez años más tarde, Gould hizo un viaje a la Unión Soviética y fue el primer pianista canadiense en visitar ese país después de la Segunda Guerra Mundial.
El 10 de abril de 1964, tocó en público por última vez en Los Ángeles y anunció que se retiraba de los escenarios cuando era una auténtica figura internacional. La razón es que empezó a sentir hastío por la interpretación en directo y creyó que servía mejor a la música en un estudio de grabación que en la sala de conciertos. Pensaba además que la música se preservaba mejor en la intimidad.
J. S. Bach fue su gran especialidad y sus grabaciones constituyen verdaderos puntos de referencia. Hay que tener en cuenta que Gould era muy inclinado a los aspectos contrapuntísticos y Bach le venía perfectamente a medida. Las grabaciones en vivo que efectuó de los Conciertos para clave (en arreglo para piano) de Johann Sebastian Bach junto a Leonard Bernstein constituyen verdaderas joyas interpretativas. También hay que destacar sus tres registros de las Variaciones Goldberg (la grabada en el festival de Salzburgo y las dos citadas) como también el Clave Bien Temperado. 
Además de las grabaciones de piano, a las que se dedicó con ahínco durante el resto de su vida, se dedicó también a la escritura y a la radio, que le apasionaba. Murió en Toronto el 4 de octubre de 1982 después de sufrir un infarto cerebral.
En 1983, el escritor austríaco Thomas Bernhard escribió El malogrado, novela que gira en torno a un pianista ficticio llamado Wertheimer (el malogrado, precisamente) y que tiene como uno de sus personajes a Glenn Gould, considerado un modelo de genio interpretativo, mencionando especialmente sus versiones de las Variaciones Goldberg de Johann Sebastian Bach.
En 1992, Manuel Huerga dirigió el galardonado documental Les Variacions Gould, una coproducción de Ovideo TV, La Sept/Arte y TVC sobre el pianista canadiense con motivo del décimo aniversario de su muerte. En 1993, se hizo una película sobre él titulada Thirty two short films about Glenn Gould. (Treinta y dos películas cortas sobre Glenn Gould) dirigida por François Girard y Don McKellar.

## Balance
Muy interesado en las nuevas tecnologías, llegó a ser un gran especialista en las técnicas de grabación y fue de los primeros intérpretes clásicos en experimentar con técnicas digitales. Cada grabación la preparaba con todo detalle como una obra única, y pocas veces regrabó alguna pieza, con la notable excepción de las Variaciones Goldberg, cuya primera versión grabó en 1955, al inicio de su carrera, y la segunda en 1981, totalmente distinta, poco antes de su muerte, y empleando tecnología digital en todo el proceso. Gould publicó más de 60 discos con un repertorio que abarcó desde Bach hasta Schoenberg, desde Beethoven hasta Shostakóvich, a quien popularizó en Occidente. De Bach dejó un inigualable patrimonio de grabaciones.
Excéntrico y encantador, se presentaba a los conciertos con mitones, abrigo, bufanda independientemente del calor que hiciera, con una desvencijada silla de madera con respaldo y casi sin asiento, con las patas recortadas que le obligaba a adoptar una postura forzada frente al piano. No es raro escuchar su voz cantando durante las grabaciones. Dotado naturalmente de una técnica sorprendente, sus grabaciones son un referente para todo músico. Poco más de veinte años después de su muerte, exámenes científicos le diagnosticaron el síndrome de Asperger.[cita requerida] Muchas personas con este desorden creen que Gould lo tenía. La pequeña silla que utilizaba lo identifica fielmente y tiene un lugar de honor en una vitrina en la Biblioteca Nacional de Canadá.

## Premios y homenajes
La nave Voyager 1, que despegó de la Tierra el 5 de septiembre de 1977 en búsqueda de vida extraterrestre, lleva, entre otras muestras representativas de actividad humana, una grabación del preludio y fuga número 1 del Clave bien temperado de Johann Sebastian Bach volumen II, interpretada por Glenn Gould.

## Discografía
Las grabaciones de estudio del período 1956-1982.
| Año  | Obras | Grabación                                                                                 | Sello                                  |
| ---- | --- | ----------------------------------------------------------------------------------------- | -------------------------------------- |
| 1956 | Bach: The Goldberg Variations | 10 al 16 de junio de 1955 in CBS 30th Street Studio                                       | Columbia Masterworks, ML 5060          |
| 1956 | Beethoven: Piano Sonatas Nos. 30-32 | 20 al 29 de junio de 1956 in CBS 30th Street Studio                                       | Columbia Masterworks, ML 5130          |
| 1957 | Bach: Concerto No. 1 in D minor, BWV 1052 & Beethoven: Concerto No. 2 in B-flat major, Op. 19 | April 9 – 11 de abril de 1957 and 30 de abril de 1957 in CBS 30th Street Studio           | Columbia Masterworks, ML 5211          |
| 1957 | Bach: Partitas Nos. 5 & 6; Fugues in F-sharp minor and E major - Partita n.º 5 in G major, BWV 829 - Partita n.º 6 in E minor, BWV 830 - Fugue n.º 9 in E major, BWV 878 - Fugue n.º 14 in F-sharp minor, BWV 883 |                                                                                           | Columbia Masterworks, ML 5186          |
| 1958 | Haydn: Sonata No. 3 in E-flat major; Mozart: Sonata No. 10 in C major, K.330; Fantasia and Fugue in C major, K.394 - Haydn: Piano Sonata n.º 59 - Mozart: Piano Sonata n.º 10 - Mozart: Fantasia and Fugue, K.394 |                                                                                           | Columbia Masterworks, ML 5274          |
| 1958 | Beethoven: Concerto No. 1 in C major; Bach: Concerto No. 5 in F minor - Bach: Keyboard concerto n.º 5 - Beethoven: Piano Concerto n.º 1 (with Vladimir Golschmann / Columbia Symphony) |                                                                                           | Columbia Masterworks, ML 5298          |
| 1959 | Berg: Sonata for Piano, Op. 1; Schoenberg: Three Piano Pieces, Op. 11; Krenek: Sonata No. 3 for Piano, Op. 92, No. 4 - Berg: Piano Sonata, Op. 1 - Schoenberg: Three Piano Pieces, Op. 11 - Krenek: Piano Sonata n.º 3, Op. 92, n.º 4 |                                                                                           | Columbia Masterworks, ML 5336          |
| 1960 | Gould: String Quartet No. 1 - String Quartet in F minor, Op. 1 (performed by The Symphonia Quartet) |                                                                                           | Columbia Masterworks, ML 5578, MS 6178 |
| 1960 | Beethoven: Piano Concerto No. 3 in C minor, Op. 37 - Piano Concerto n.º 3 (with Leonard Bernstein / Columbia Symphony) |                                                                                           | Columbia Masterworks, ML 5418          |
| 1960 | Bach: Italian Concerto in F major & Partita Nos. 1 & 2 - Italian Concerto, BWV 971 - Partita n.º 1 in B-flat major, BWV 825 - Partita n.º 2 in C minor, BWV 826 |                                                                                           | Columbia Masterworks, ML 5472          |
| 1961 | Brahms: 10 Intermezzi - Intermezzo in A major, Op. 76, n.º 6 - Intermezzo in A minor, Op. 76, n.º 7 - Intermezzo in E major, Op. 116, n.º 4 - Intermezzo in E-flat major, Op. 117, n.º 1 - Intermezzo in B-flat minor, Op. 117, n.º 2 - Intermezzo in C-sharp minor, Op. 117, n.º 3 - Intermezzo in A minor, Op. 118, n.º 1 - Intermezzo in A major, Op. 118, n.º 2 - Intermezzo in E-flat minor, Op. 118, n.º 6 - Intermezzo in B minor, Op. 119, n.º 1 |                                                                                           | Columbia Masterworks, ML 5637          |
| 1961 | Beethoven: Piano Concerto No. 4 in G major, Op. 58 - Piano Concerto n.º 4 (with Leonard Bernstein / New York Philharmonic) |                                                                                           | Columbia Masterworks, ML 6262          |
| 1962 | Mozart: Piano Concerto No. 24 in C minor, K. 491 & Schoenberg: Piano Concerto, Op. 42 - Mozart: Piano Concerto n.º 24 (with Walter Susskind / CBC Symphony Orchestra) - Schoenberg: Piano Concerto (with Robert Craft / CBC Symphony) |                                                                                           | Columbia Masterworks, ML 5739          |
| 1962 | Bach: The Art of the Fugue, Volume I - The Art of Fugue, Fugues 1 – 9 (played on organ) |                                                                                           | Columbia Masterworks, ML 5738          |
| 1962 | Strauss: Enoch Arden (Tennyson), Op. 38 - Enoch Arden (with Claude Rains, speaker) |                                                                                           | Columbia Masterworks, MS 6341          |
| 1963 | Bach: The Well-Tempered Clavier, Book I Volume I, BWV 846-853 - The Well-Tempered Clavier, Book I, Preludes and Fugues 1 – 8 |                                                                                           | Columbia Masterworks, MS 6408          |
| 1963 | Bach: Partitas 3 & 4, Toccata 7 - Partita n.º 3 in A minor, BWV 827 - Partita n.º 4 in D major, BWV 828 - Toccata n.º 7 in E minor |                                                                                           | Columbia Masterworks, MS 6498          |
| 1963 | Bach: The Well-Tempered Clavier, Book I Volume 2, BWV 854-861 - The Well-Tempered Clavier, Book I, Preludes and Fugues 9 – 16 |                                                                                           | Columbia Masterworks, MS 6538          |
| 1964 | Bach: Two and Three Part Inventions, BWV 772-801 (Inventions & Sinfonias) - Inventions and Sinfonias, BWV 772-801 | March 18 & 19, 1964 in CBS 30th Street Studio                                             | Columbia Masterworks, MS 6622          |
| 1965 | Beethoven: Sonatas No. 5-7, Op. 10, No. 1-3 - Piano Sonata n.º 5 - Piano Sonata n.º 6 - Piano Sonata n.º 7 |                                                                                           | Columbia Masterworks, ML 6086, MS 6686 |
| 1965 | Bach: The Well-Tempered Clavier, Book I Volume 3, BWV 862-869 - The Well-Tempered Clavier, Book I, Preludes and Fugues 17 – 24 |                                                                                           | Columbia Masterworks, MS 6776          |
| 1966 | The Music of Arnold Schoenberg - 2 Gesänge for baritone, Op. 1 (with Donald Gramm, baritone) - Vier Lieder, Op. 2 (with Ellen Faull, soprano) - Drei Klavierstücke, Op. 11 - Das Buch der hängenden Gärten, Op. 15 (with Helen Vanni, mezzo soprano) - Sechs kleine Klavierstücke, Op. 19 - 5 Stücke for Piano, Op. 23 - Suite for Piano, Op. 25 - Zwei Klavierstücke, Op. 33 | recorded between 11 de junio de 1964 and 18 de noviembre de 1965                          | Columbia Masterworks, M2S 736          |
| 1966 | Beethoven: Piano Concerto No. 5 in E-flat major, Op. 73, "Emperor" - Piano Concerto n.º 5 (with Leopold Stokowski / American Symphony Orchestra) |                                                                                           | Columbia Masterworks, ML 6288, MS 6888 |
| 1967 | Beethoven: Sonatas for Piano No. 8-10, Op. 13 "Pathétique", Op. 14, No. 1 & 2 - Piano Sonata n.º 8 - Piano Sonata n.º 9 - Piano Sonata n.º 10 |                                                                                           | Columbia Masterworks, ML 6345          |
| 1967 | Bach: Three Keyboard Concertos, BWV 1054, 1056 & 1058 - Concerto for harpsichord and strings in D major, BWV 1054 - Concerto for harpsichord and strings in F minor, BWV 1056 - Concerto for harpsichord and strings in G minor, BWV 1058 (with Vladimir Golschmann / The Columbia Symphony Orchestra) |                                                                                           | Columbia Masterworks, ML 6401          |
| 1967 | Canadian Music in the XXth Century - Morawetz: Fantasy in D minor - Anhalt: Fantasia - Hétu: Variations |                                                                                           | CBS Masterworks, 32 11 0045            |
| 1968 | Beethoven: Symphony No. 5 in C minor, Op. 67 (Transcribed for Piano by Franz Liszt) - Beethoven / Liszt: Symphony n.º 5 |                                                                                           | Columbia Masterworks, MS 7095          |
| 1968 | Bach: The Goldberg Variations | June 10 – 16 de junio de 1955 in CBS 30th Street Studio, rechanneled for stereo 1968      | Columbia Masterworks, MS 7096          |
| 1968 | The Mozart Piano Sonatas, Vol. 1 - Piano Sonata n.º 1 - Piano Sonata n.º 2 - Piano Sonata n.º 3 - Piano Sonata n.º 4 - Piano Sonata n.º 5 |                                                                                           | Columbia, MS 7097                      |
| 1968 | Bach: The Well-Tempered Clavier, Book II Volume I, BWV 870-877 - The Well-Tempered Clavier, Book II, Preludes and Fugues 1 – 8 | 8 de agosto de 1966; 24 de enero de 1967; 20 de febrero de 1967 in CBS 30th Street Studio | Columbia Masterworks, MS 7099          |
| 1968 | Glenn Gould: Concert Dropouts - In Conversation with John McClure - The Concert Is Dead - The Only Excuse For Recording Is To Do It Differently - The Great Get-Sibelius Plot Exposed - A Live Audience Is A Great Liability - Petula Clark's Songs Are In The Post-Mendelssohn Tradition - Why I Sing Along - Electronic Music Is The Future (John McClure, interviewer) |                                                                                           | Columbia Masterworks, BS 15            |
| 1969 | Scriabin: Sonata No. 3 in F-sharp minor, Op. 23 & Prokofiev: Sonata No. 7 in B-flat major, Op. 83 - Scriabin: Piano Sonata n.º 3 - Prokófiev: Piano Sonata n.º 7 |                                                                                           | Columbia Masterworks, MS 7173          |
| 1969 | The Mozart Piano Sonatas, Vol. 2 - Piano Sonata n.º 6 - Piano Sonata n.º 7 - Piano Sonata n.º 9 |                                                                                           | Columbia Masterworks, MS 7274          |
| 1969 | Bach: Keyboard Concertos, Vol. II - Concerto for harpsichord and strings in E major, BWV 1053 - Concerto for harpsichord and strings in A major, BWV 1055 - Italian Concerto (performed without orchestra) (with Vladimir Golschmann / The Columbia Symphony Orchestra) |                                                                                           | CBS, S 72840                           |
| 1970 | Bach: The Well-Tempered Clavier, Book II Volume II, BWV 878-885 - The Well-Tempered Clavier, Book II, Preludes and Fugues 9 – 16 |                                                                                           | Columbia Masterworks, MS 7409          |
| 1970 | Glenn Gould Plays Beethoven Sonatas Nos. 8, 14 & 23 - Piano Sonata n.º 8 - Piano Sonata n.º 14 - Piano Sonata n.º 23 |                                                                                           | Columbia Masterworks, MS 7413          |
| 1970 | Beethoven: Variations for Piano - 32 Variations in C minor - Six variations on a theme in F major, Op. 34 - Eroica Variations |                                                                                           | Columbia Masterworks, M 30080          |
| 1971 | Bach: The Well-Tempered Clavier, Book II Volume III, BWV 886-893 - The Well-Tempered Clavier, Book II, Preludes and Fugues 17 – 24 |                                                                                           | Columbia Masterworks, MS 30537         |
| 1971 | A Consort of Musicke Bye William Byrde and Orlando Gibbons - Byrd: The Firste Pavian; The Galliarde to the Firste Pavian; Pavana the Sixte Kinbrugh Goodd; The Galliarde to the Sixte Pavian; Hughe Ashtons Grownde: A Voluntarie; Sellingers Rownde - Gibbons: "Lord Of Salisbury" Pavan And Galliard; Allemande (Italian Ground); Fantasy in C major |                                                                                           | Columbia Masterworks, M 30825          |
| 1972 | The Mozart Piano Sonatas, Vol. 3 - Piano Sonata n.º 8 - Piano Sonata n.º 10 - Piano Sonata n.º 12 - Piano Sonata n.º 13 |                                                                                           | Columbia Masterworks, M 31073          |
| 1972 | Schoenberg: Complete Songs for Voice and Piano, Vol. 1 - 2 Gesänge for baritone, Op. 1 (with Donald Gramm, baritone) - Vier Lieder, Op. 2 (with Ellen Faull, soprano) - Das Buch der hängenden Gärten, Op. 15 (with Helen Vanni, mezzo soprano) (all tracks previously released on M2S 736, 1966) |                                                                                           | Columbia Masterworks, M 31311          |
| 1972 | Schoenberg: Complete Songs for Voice and Piano, Vol. 2 - Six Songs, Op. 3 - Eight Songs, Op. 6 - Two Ballads, Op. 12 - Two Songs, Op. 14 - Three Songs, Op. 48 - Two Songs, Op. posth. (with Donald Gramm, baritone; Cornelius Opthof, baritone and Helen Vanni, mezzo soprano) |                                                                                           | Columbia Masterworks, M 31312          |
| 1972 | Music from Kurt Vonnegut's Slaughterhouse-Five - Keyboard concerto n.º 5 - Variations 18 & 25 from The Goldberg Variations - Brandenburg Concerto n.º 4 in G major, BWV 1049 (Pablo Casals / Marlboro Festival Orchestra) - Concerto for harpsichord and strings in D major, BWV 1054 - Fantasia super: Komm, Heiliger Geist, Herre Gott, BWV 651 (OST Slaughterhouse-Five, all tracks previously released) |                                                                                           | Columbia Masterworks, S 31333          |
| 1972 | Händel: Suites for the Harpsichord - Suite n.º 1 in A major, HWV 426 - Suite n.º 2 in F major, HWV 427 - Suite n.º 3 in D minor, HWV 428 - Suite n.º 4 in E minor, HWV 429 |                                                                                           | Columbia Masterworks, M 31512          |
| 1973 | Glenn Gould's First Recording of Grieg and Bizet - Grieg: Piano Sonata - Bizet: Premier Nocturne; Variations Chromatiques |                                                                                           | Columbia Masterworks, M 32040          |
| 1973 | Bach: The French Suites, Vol. 1 - Suite n.º 1 in D minor, BWV 812 - Suite n.º 2 in C minor, BWV 813 - Suite n.º 3 in B minor, BWV 814 - Suite n.º 4 in E-flat major, BWV 815 |                                                                                           | Columbia Masterworks, M 32347          |
| 1973 | The Mozart Piano Sonatas, Vol. 4 - Piano Sonata n.º 11 - Piano Sonata n.º 15 - Piano Sonata n.º 16 - Fantasia in D minor, K. 397 |                                                                                           | Columbia Masterworks, M 32348          |
| 1973 | Beethoven: Piano Sonatas, Op. 31 Complete - Piano Sonata n.º 16 - Piano Sonata n.º 17 - Piano Sonata n.º 18 |                                                                                           | Columbia Masterworks, M 32349          |
| 1973 | Glenn Gould Plays Hindemith's Piano Sonatas 1-3 - Piano Sonata n.º 1 - Piano Sonata n.º 2 - Piano Sonata n.º 3 |                                                                                           | Columbia Masterworks, M 32350          |
| 1973 | Glenn Gould Plays His Own Transcriptions of Wagner Orchestral Showpieces - Meistersinger Prelude - Dawn And Siegfried's Rhine Journey (From Götterdämmerung) - Siegfried Idyll |                                                                                           | Columbia Masterworks, M 32351          |
| 1974 | Bach: The French Suites, Vol. 2 & Overture in the French Style - French Suite n.º 5 in G major, BWV 816 - French Suite n.º 6 in E major, BWV 817 - Overture in the French style, BWV 831 |                                                                                           | Columbia Masterworks, M 32853          |
| 1974 | Bach: The Three Sonatas for Viola da Gamba & Harpsichord - Sonata n.º 1 in G major, BWV 1027 - Sonata n.º 2 in D major, BWV 1028 - Sonata n.º 3 in G minor, BWV 1029 (with Leonard Rose, cello) |                                                                                           | Columbia Masterworks, M 32934          |
| 1975 | Beethoven: Bagatelles, Op. 33 & Op. 126 - Bagatelles, Op. 33 - Bagatelles, Op. 126 |                                                                                           | Columbia Masterworks, M 33265          |
| 1975 | The Mozart Piano Sonatas, Vol. 5 - Piano Sonata n.º 14 - Piano Sonata n.º 17 - Piano Sonata n.º 18 - Fantasia in C minor, K. 475 |                                                                                           | Columbia Masterworks, M 33515          |
| 1976 | Hindemith: The Complete Sonatas For Brass & Piano - Sonata in F for French Horn and Piano - Sonata for Bass Tuba and Piano - Sonata for Trumpet and Piano - Sonata in E-flat for Alto Horn and Piano - Sonata for Trombone and Piano (with members of the Philadelphia Brass Ensemble) |                                                                                           | Columbia Masterworks, M2 33971         |
| 1976 | Bach: The Six Sonatas for Violin & Harpsichord - Sonata n.º 1 in B minor, BWV 1014 - Sonata n.º 2 in A major, BWV 1015 - Sonata n.º 3 in E major, BWV 1016 - Sonata n.º 4 in C minor, BWV 1017 - Sonata n.º 5 in F minor, BWV 1018 - Sonata n.º 6 in G major, BWV 1018 (with Jaime Laredo, violin) |                                                                                           | Columbia Masterworks, M2 34226         |
| 1977 | Bach: The English Suites - Suite n.º 1 in A major, BWV 806 - Suite n.º 2 in A minor, BWV 807 - Suite n.º 3 in G minor, BWV 808 - Suite n.º 4 in F major, BWV 809 - Suite n.º 5 in E minor, BWV 810 - Suite n.º 6 in D minor, BWV 811 |                                                                                           | Columbia Masterworks, M2 34578         |
| 1977 | Glenn Gould Plays Sibelius - Sonatine n.º 1 for Piano in E major, Op. 67 - Sonatine n.º 2 for Piano in E major, Op. 67 - Sonatine n.º 3 for Piano in B minor, Op. 67 - Kyllikki, Op. 41 |                                                                                           | Columbia Masterworks, M 34555          |
| 1978 | Hindemith: Das Marienleben for Soprano & Piano - Das Marienleben (with Roxolana Roslak) |                                                                                           | Columbia Masterworks, M2 34597         |
| 1979 | Bach: The Toccatas, Vol. 1 - Toccata in F-sharp minor, BWV 910 - Toccata in D major, BWV 912 - Toccata in D minor, BWV 913 |                                                                                           | Columbia Masterworks, M 35144          |
| 1980 | Bach: The Toccatas, Vol. 2 - Toccata in C minor, BWV 911 - Toccata in E minor, BWV 914 - Toccata in G minor, BWV 915 - Toccata in G major, BWV 916 |                                                                                           | Columbia Masterworks, M 35831          |
| 1980 | Bach: Prelude, Fughettas & Fugues - Prelude And Fugue in A minor, BWV 895 - Prelude And Fughetta in D minor, BWV 899 - Prelude And Fugue in E minor, BWV 900 - Preludes, BWV 902 & 902A - Fughetta in G major, BWV 902 - Prelude in C major, BWV 924 - Prelude in D major, BWV 925 - Prelude in D minor, BWV 926 - Prelude in F major, BWV 927 - Prelude in F major, BWV 928 - Prelude in G minor, BWV 930 - Prelude in C major, BWV 933 - Prelude in C minor, BWV 934 - Prelude in D minor, BWV 935 - Prelude in D major, BWV 936 - Prelude in E major, BWV 937 - Prelude in E minor, BWV 938 - Fugue in C major, BWV 952 - Fugue in C major, BWV 953 - Fughetta in C minor, BWV 961 |                                                                                           | CBS Masterworks, M 35891               |
| 1980 | Beethoven: Piano Sonatas, Op. 2, Nos. 1–3, Op. 28, "Pastoral" - Piano Sonata No. 1 - Piano Sonata No. 2 - Piano Sonata No. 3 - Piano Sonata No. 15 |                                                                                           | CBS Masterworks, M2 35911              |
| 1982 | Haydn: The Six Last Sonatas - Piano Sonata n.º 56, Hoboken XVI/n.º 42 - Piano Sonata n.º 58, Hoboken XVI/n.º 48 - Piano Sonata n.º 59, Hoboken XVI/n.º 49 - Piano Sonata n.º 60, Hoboken XVI/n.º 50 - Piano Sonata n.º 61, Hoboken XVI/n.º 51 - Piano Sonata n.º 62, Hoboken XVI/n.º 52 |                                                                                           | CBS Masterworks, I2M 36947             |
| 1982 | Bach: The Goldberg Variations (1981 Digital Recording) |                                                                                           | CBS Masterworks, M 37779               |
| 1983 | Brahms: Ballades, Op. 10 & Rhapsodies, Op. 79 - Ballades, Op. 10 - Rhapsodies, Op. 79 |                                                                                           | CBS Masterworks, IM 37800              |
| 1983 | Beethoven: Sonatas No. 12, Op. 26 & No. 13, Op. 27, No. 1 - Piano Sonata n.º 12 - Piano Sonata n.º 13 |                                                                                           | CBS Masterworks, M 37831               |
| 1984 | Richard Strauss: Sonata, Op. 5; 5 Piano Pieces, Op. 3 - Five Piano Pieces, Op. 3 - Piano Sonata in B minor, Op. 5 | 3 de septiembre de 1982 in RCA's Studio A in New York                                     | CBS Masterworks, IM 38659              |
| 1993 | Beethoven: Piano Sonatas, No. 24, Op. 78 "À Thérèse", No. 29, Op. 106 "Hammerklavier" - Piano Sonata n.º 24 - Piano Sonata n.º 29 |                                                                                           | Sony Classical, SMK 52645              |
| 1993 | Schumann: Piano Quartet, Op. 47; Brahms: Piano Quintet Op. 34 - Schumann: Quartet for Piano, Violin, Viola and Cello in E-flat major, Op. 47 (with members of the Juilliard String Quartet) - Brahms: Quintet for Piano, 2 Violins, Viola and Cello in F minor, Op. 34 (with Montreal String Quartet) |                                                                                           | Sony Classical, SMK 52684              |

## Libros en español sobre Gould
- Michel Schneider, Glenn Gould, piano solo, Versal, 1990 (or. 1989).
- Kevin Bazzana, Vida y arte de Glenn Gould, Turner, Madrid 2007. ISBN 978-84-7506-736-0
- Jonathan Cott, Conversaciones con Glenn Gould, Global Rhythm Press, 2007. ISBN 978-84-935412-3-1
- Glenn Gould, Cartas escogidas, Globalrhythm, 2011, selección de 148 misivas.
- Alejandro Castroguer, Glenn (Premio Jaén de novela), Editorial Almuzara, 2015. ISBN 978-84-16392-32-2
- Bruno Monsaingeon, "Glenn Gould. No, no soy en absoluto un excéntrico", Editorial Acantilado, 2017. ISBN 978-84-16748-30-3
- Reseñas de libros sobre Glenn Gould